# Розсохувате (Охтирський район)
Розсохува́те — село в Україні, у Чупахівській селищній громаді Охтирського району Сумської області. Населення становить 111 осіб. Колишній орган місцевого самоврядування — Грінченківська сільська рада.

## Географія
Село Розсохувате знаходиться на відстані 1 км від лівого берега річки Ташань. На відстані 1 км розташоване село Грунька, за 1,5 км - село Довжик.

## Історія
За даними на 1864 рік на казеному хуторі Олешанської волості Лебединського повіту Харківської губернії мешкало 831 особа (409 чоловічої статі та 422 — жіночої), налічувалось 115 дворових господарства.
Станом на 1914 рік хутір відносився до Довжицької волості, кількість мешканців зросла до 1082 осіб.